# Vahyi Oktay
Vahyi Oktay (* 15. September 1905; † 11. Dezember 1980) war ein türkischer Fußballspieler. Er spielte für die beiden Traditionsvereine Karşıyaka SK und Galatasaray Istanbul. Er gehörte zeitweise jener Galatasaray-Mannschaft an, die in den 1920er und 1930er Jahren den türkischen Fußball dominierte und fünf von acht möglichen Istanbuler Meisterschaften holte. Zudem war er der erste türkische Nationalspieler Karşıyakas.

## Spielerkarriere

### Verein
Die Anfänge von Oktays Fußballspielerkarriere sind nahezu undokumentiert. Ab Anfang der 1920er Jahre spielte er für Karşıyaka SK. Mit diesem Verein spielte er in der İzmir Futbol Ligi (dt. Fußballliga Izmir), der regionalen Fußballliga der westtürkischen Hafenstadt Izmir. Da damals in der Türkei keine landesübergreifende Profiliga bestand, existierten stattdessen in den Ballungszentren wie Istanbul, Ankara und Izmir regionale Ligen, von denen die İstanbul Futbol Ligi (auch İstanbul Ligi genannt, dt. Istanbuler Fußballliga) als die renommierteste galt. 
Im Sommer 1928 wechselte Oktay schließlich zum Traditionsvereins Galatasaray Istanbul. Für diesen begann er fortan in der İstanbul Ligi aufzulaufen. Bereits in seiner ersten Saison für Galatasaray wurde er mit diesem auch Istanbuler Meister. Nachdem er mit seinem Verein die Meisterschaft in der Saison 1929/30 an den Erzrivalen Fenerbahçe Istanbul vergeben hatte, konnte er diese mit seinem Klub in der Saison 1930/31 wieder für sich entscheiden.
Für Galatasaray spielte Oktay bis zum Sommer 1932.

### Nationalmannschaft
Oktay begann seine Nationalmannschaftskarriere 1926 mit einem Einsatz für die türkische Nationalmannschaft im Testspiel gegen die rumänische Nationalmannschaft. In diesem Länderspieldebüt erzielte er auch sein erstes Tor im Nationaldress. Bis zum September 1926 absolvierte er ein weiteres Länderspiel und wurde anschließend nicht mehr nominiert.

## Erfolge
Mit Galatasaray Istanbul
- Meister der İstanbul Futbol Ligi: 1928/29, 1930/31
- Sieger im Gazi Büstü: 1928/29